# Jacana du Mexique
Jacana spinosa
Espèce
Statut de conservation UICN

 LC  : Préoccupation mineure
Le Jacana du Mexique (Jacana spinosa), également appelé Jacana roux ou Jacana à ailes jaunes, est une espèce d'oiseaux limicoles de la famille des Jacanidae.
Il fait partie des jacanas, un groupe d'oiseaux des zones humides, identifiable par leurs grands pieds et griffes qui leur permettent de marcher sur la végétation flottante dans les lacs peu profonds qui sont leur habitat préféré. Les jacanas se rencontrent dans le monde entier en zone tropicale.
En Jamaïque, cet oiseau est également connu sous le nom d'« oiseau Jésus » car il semble marcher sur l'eau.

## Description
Cet oiseau mesure 17 à 25,5 cm de longueur. Les femelles sont plus grandes que les mâles. Les adultes ont le dos et le dessus des ailes marron, avec le reste du corps essentiellement noir. En vol, les rémiges jaune verdâtre sont évidentes. Le bec jaune s'étend forme un bouclier sur la tête et les jambes et très longs orteils sont d'un jaune terne. Il y a un long éperon sur le coude. Cette espèce produit une gamme de cliquetis bruyants.
Les jeunes ont initialement le ventre entièrement blanc et peuvent toujours être identifiés par la présence de blanc dans leur plumage.

## Alimentation
Il se nourrit d'insectes, d'invertébrés et de graines cueillies dans la végétation flottante ou à la surface de l'eau.

## Reproduction
La femelle pond quatre œufs noirs marqués de brun dans un nid flottant sur l'eau. Le mâle, comme chez les autres jacanas et certains autres échassiers comme le phalarope, prend la responsabilité de l'incubation, avec deux œufs sous chacune des ailes. Les femelles sont polyandres et aideront à défendre les nids.

## Répartition
Cet oiseau se trouve sur les côtes ouest du Mexique jusqu'au Panama (Guatemala, Honduras, Belize, Salvador et Costa Rica) et à Cuba, en Jamaïque et sur Hispaniola. Il niche parfois au Texas (États-Unis) et a également enregistré à plusieurs reprises comme vagabond dans l'Arizona.

## Taxinomie
D'après Alan P. Peterson, cette espèce est constituée des trois sous-espèces suivantes :
- Jacana spinosa gymnostoma (Wagler, 1831) du Mexique et de l'île Cozumel ;
- Jacana spinosa spinosa (Linnaeus, 1758) de Belize et du Guatemala à l'ouest de Panama ;
- Jacana spinosa violacea (Cory, 1881) de Cuba, de Juventud, de la Jamaïque et d'Hispaniola.

## Galerie

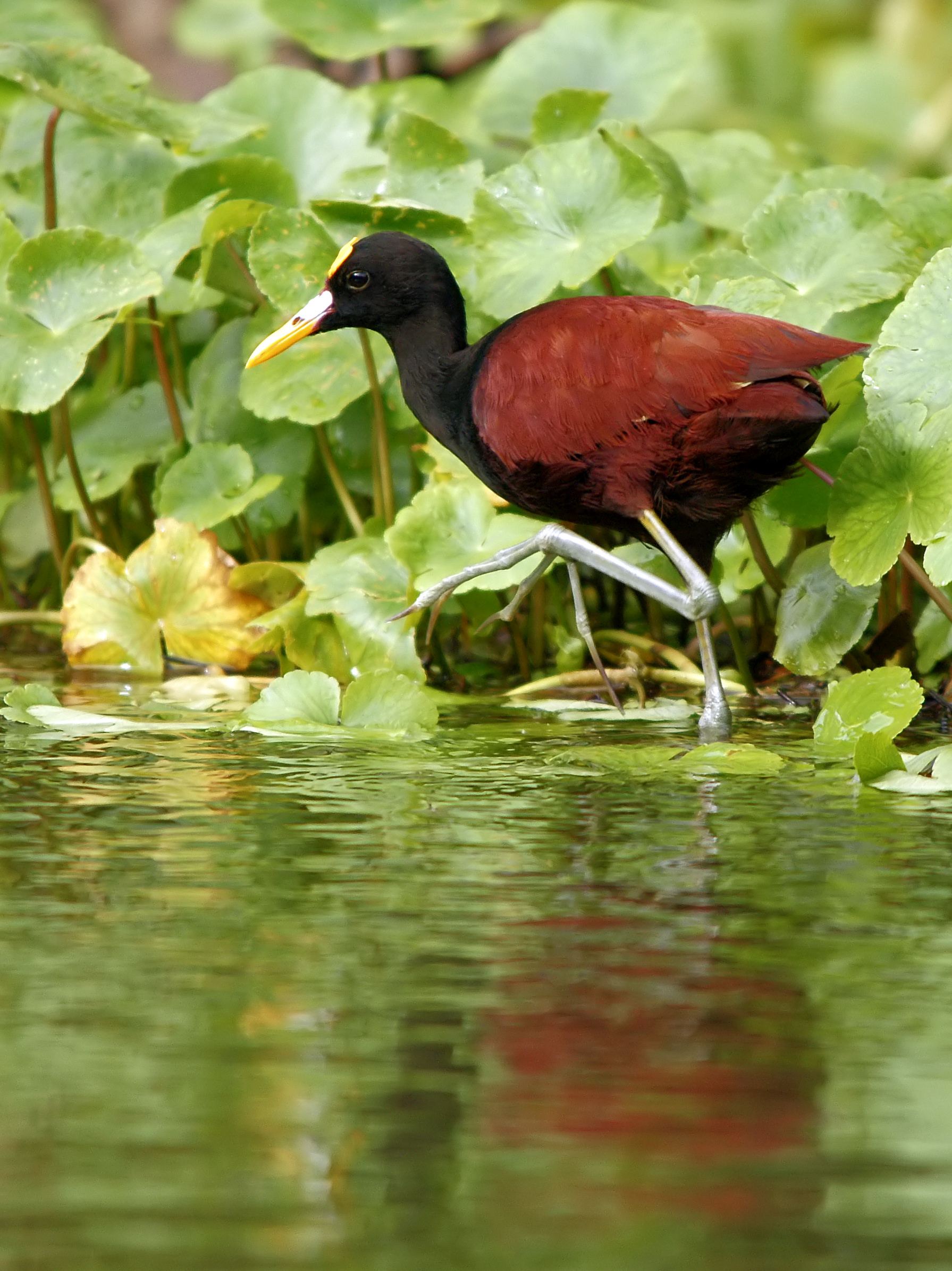
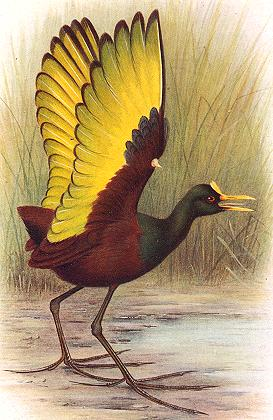
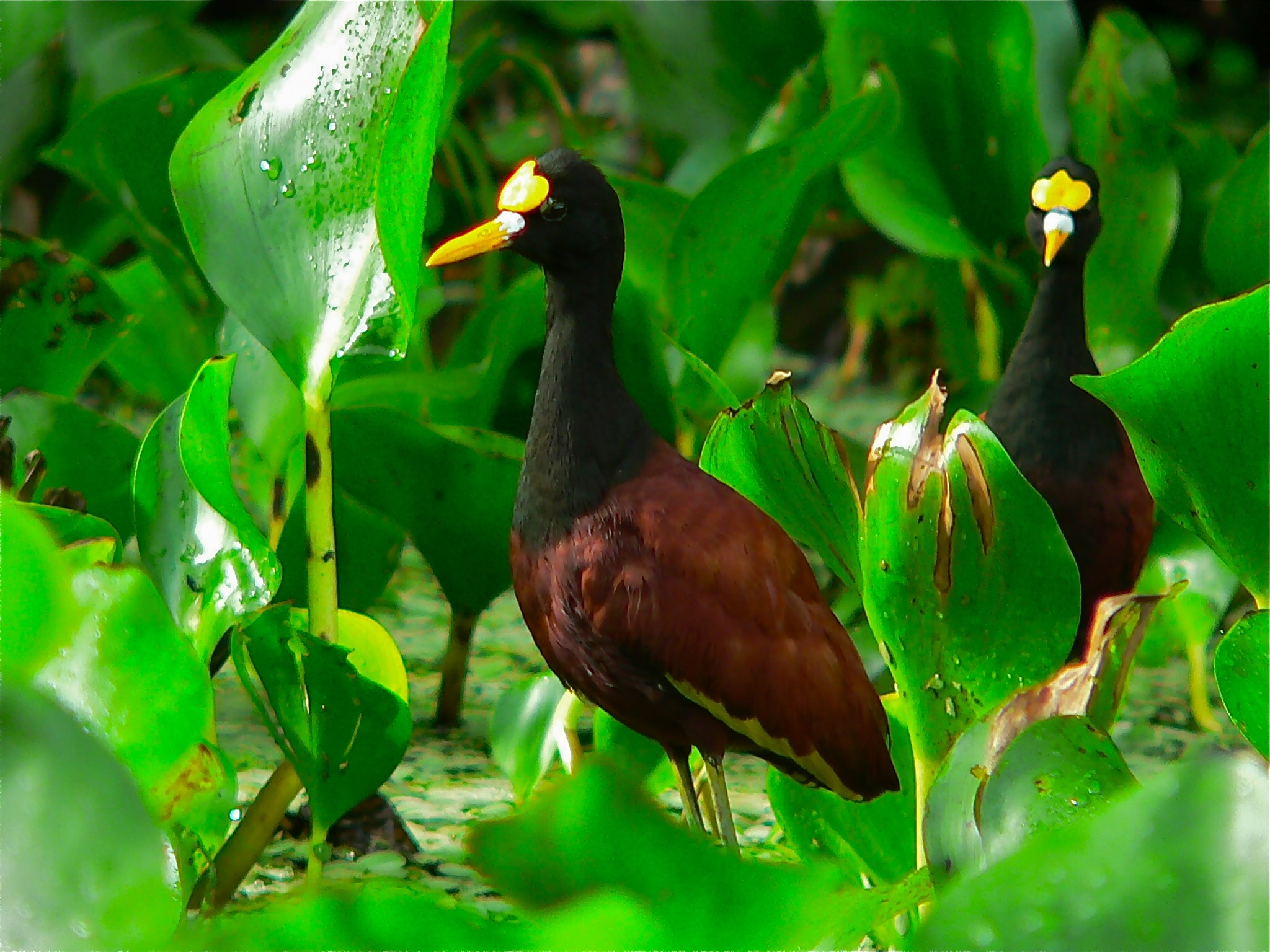
Jacanas roux (Parc national de Tortuguero, Costa Rica)
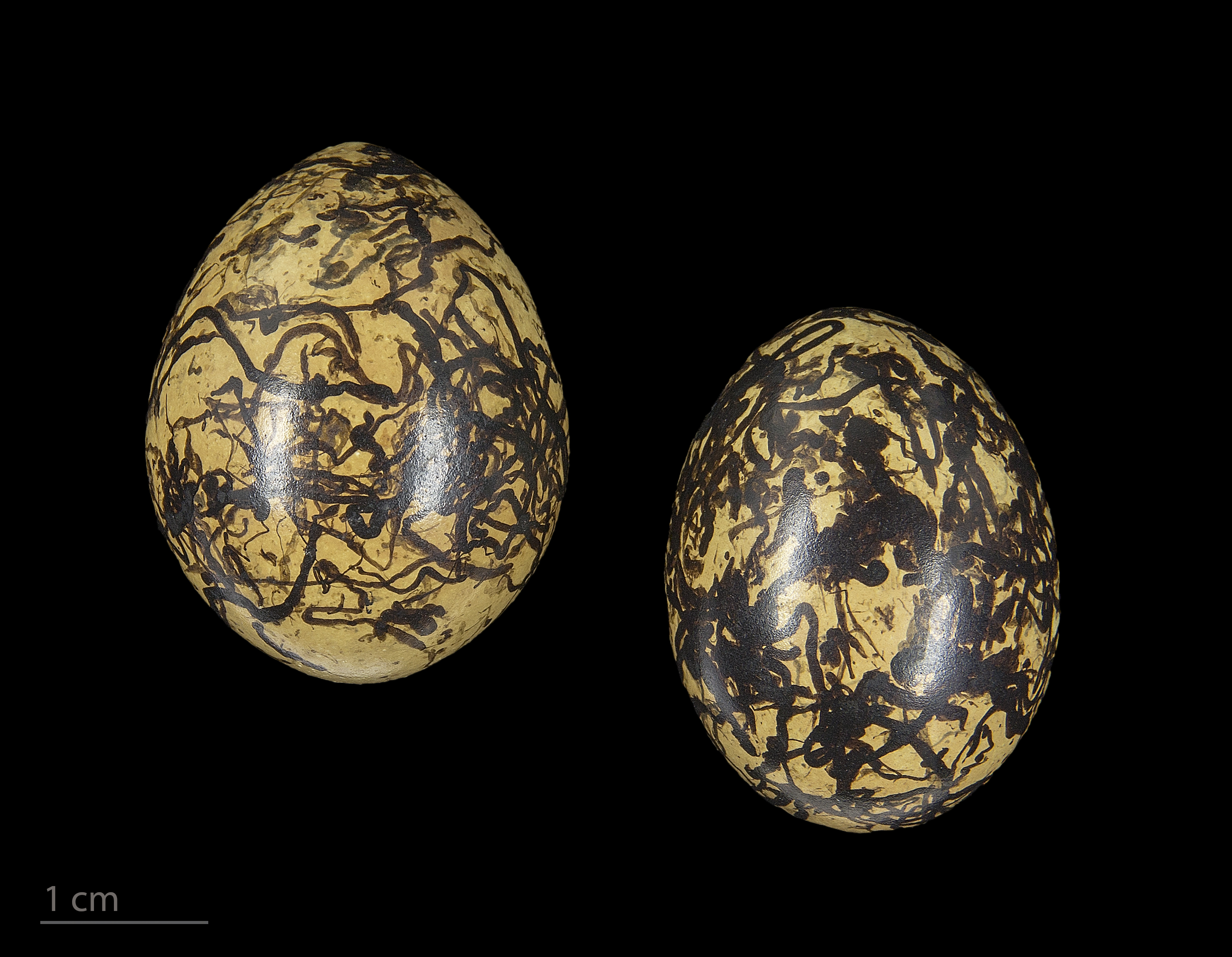
œufs de Jacana spinosa -  Muséum de Toulouse

## Sources
- D. Taylor (2006) Guide des limicoles d'Europe, d'Asie et d'Amérique du Nord. Delachaux & Niestlé, Paris, 224 p.

1. ↑  « Jacana spinosa », sur zipcodezoo.com (consulté le 5 juillet 2016)